# Buğracan Kırmızıtaş
Buğracan Kırmızıtaş (* 15. April 1998 in Istanbul) ist ein türkischer Fußballspieler.

## Karriere

### Verein
Buğracan Kırmızıtaş spielte in seiner Jugend für Galatasaray Istanbul und bestritt in der UEFA Youth-League-Saison 2015/16 vier Spiele. Er unterschrieb 2017 bei Kasımpaşa Istanbul, für dessen U-21 er fünf Tore in 32 Begegnungen erzielte. 2018 unterschrieb er bei Eyüpspor seinen ersten Profivertrag und gab sein Debüt am 15. Dezember 2018 gegen Gaziantepspor.

### Nationalmannschaft
Er gab sein Debüt für die türkische U-16 am 20. Januar 2014 bei einer Partie gegen die U-16-Auswahl von Ukraine, wo er sogleich auch sein erstes Tor erzielte, das Spiel endete mit 1:1. Insgesamt bestritt er 4 Spiele für die U-16, danach wurde er in der Nationalmannschaft nicht mehr berücksichtigt.